# Acacia brassii
Acacia brassii är en ärtväxtart som beskrevs av Leslie Pedley. Acacia brassii ingår i släktet akacior, och familjen ärtväxter. Inga underarter finns listade i Catalogue of Life.